# Ditassa crassa
Ditassa crassa är en oleanderväxtart som beskrevs av Rudolf Schlechter. Ditassa crassa ingår i släktet Ditassa och familjen oleanderväxter. Inga underarter finns listade i Catalogue of Life.